# Sint-Katelijne-Waver
Sint-Katelijne-Waver es una localidad y municipio de la provincia de Amberes en Bélgica. Sus municipios vecinos son Bonheiden, Duffel, Lier, Malinas, Putte y Rumst. Tiene una superficie de 36,1 km² y una población en 2018 de 20.870 habitantes, siendo los habitantes en edad laboral el 61% de la población.

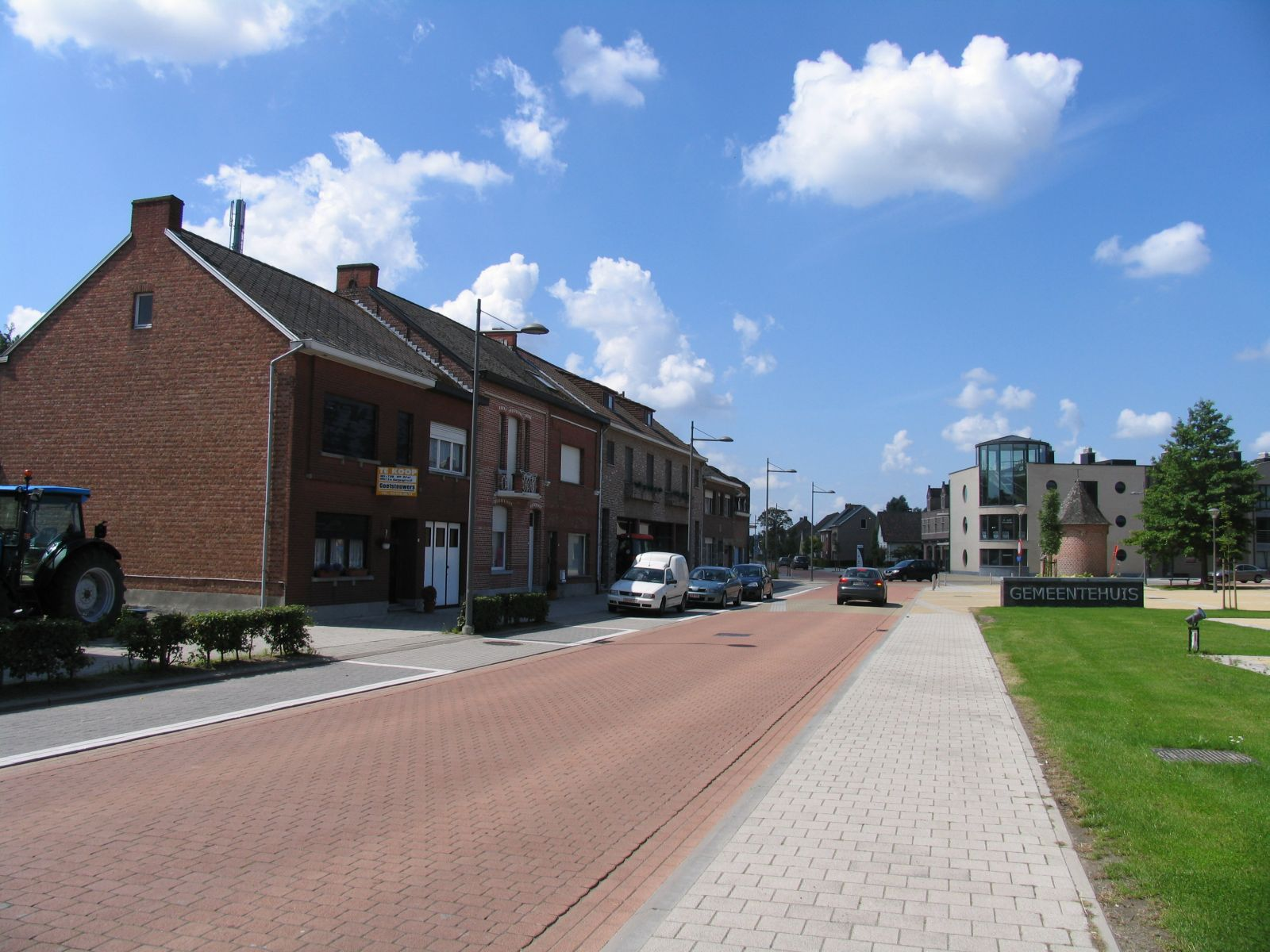
Leliestraat

El municipio tiene dos localidades: Onze-Lieve-Vrouw-Waver y Sint-Katelijne-Waver.
El nombre del municipio en neerlandés se compone de "Wavre" -por el bosque Wavre, en sus alrededores- y "Santa Catalina" -probablemente se refiere a Catalina de Alejandría-. Hoy en día, la ciudad es a menudo llamada comúnmente Sint-Katelijne o Katelijne.
Aquí se encuentra Roosendael, una reliquia en ruinas de una abadía cisterciense, y alberga hoy un centro juvenil y turístico con agradables senderos.
Sint-Katelijne-Waver es un centro de jardinería y alberga muchos invernaderos. La "subasta de Mechelse" es la subasta cooperativa de hortalizas y plantas hornamentales de invernadero más grande de Europa, siendo el lugar la sede de BelOrta -la cooperativa más grande de verduras en Europa- y de Greenyard Foods -procesador de frutas más grande de Europa-.

## Demografía

### Evolución
Todos los datos históricos relativos al actual municipio, el siguiente gráfico refleja su evolución demográfica, incluyendo municipios después de efectuada la fusión el 1 de enero de 1977.
| Gráfica de evolución demográfica de Sint-Katelijne-Waver entre 1846 y 2020 |
|                                                                            |

## Ciudades hermanadas
- Iernut, en Rumania.